# Michael Rusnak

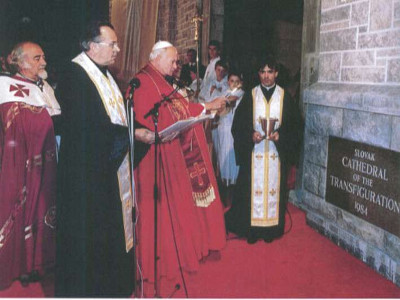
Jan Paweł II w towarzystwie dychowieństwa greckokatolickiego podczas poświęcenia kamienia węgielnego Katedra Przemienienia Pańskiego w Markham w Markham 15 września 1984 r.

Michael Rusnak CSsR (ur. 21 sierpnia 1921 w Beaverdale, zm. 16 stycznia 2003 w Toronto) – kanadyjski duchowny greckokatolicki, pierwszy biskup ordynariusz eparchii św. Cyryla i Metodego w Toronto (1980–1996).

## Życiorys
Michael Rusnak (pierwotnie Rusnačok) urodził się 21 sierpnia 1921 r. w CDP Beaverdale, w hrabstwie Cambria, w amerykańskim stanie Pensylwania, jako syn słowackich imigrantów, Andreja Rusnaka i Marii Sotak. Jego ojciec pochodził z miejscowości Pozdišovce, a matka – Trhovište.
W czasie kryzysu gospodarczego w USA w latach 20. wraz z matką wrócił na Słowację, do Pozdišovic. Po ukończeniu szkoły średniej Michael Rusnak został przyjęty do nowicjatu redemptorystów i złożył profesję zakonną 2 sierpnia 1942 r. Kształcił się w klasztorze redemptorystów w Michalovcach (Słowacja), a następnie studiował filozofię na Wydziale Teologicznym św. Cyryla i Metodego na Uniwersytecie Słowackim w Bratysławie oraz teologię w seminarium w Obořiště w Czechach. 4 lipca 1949 r. Michael Rusnak został w Preszowie wyświęcony na kapłana przez bł. Pawła Gojdica OSBM.
Wkrótce po święceniach o. Rusnak został aresztowany i osadzony w obozie koncentracyjnym (1950) wraz z innymi słowackimi księżmi katolickimi obrządku bizantyjskiego i łacińskiego, którzy odmówili współpracy z reżimem komunistycznym w Czechosłowacji (Akcja K). Czternaście miesięcy później udało mu się uwolnić (1951). 
Będąc obywatelem amerykańskim z urodzenia, uzyskał paszport w ambasadzie USA w Pradze i opuścił ČSR. Po krótkim okresie rekonwalescencji w USA w 1951 r. przeniósł się do Kanady. Następnie, w latach 1952–1964, pełnił posługę proboszcza w słowackiej parafii Narodzenia Najświętszej Marii Panny w Toronto. Ks. Michael Rusnak był jednym z pierwszych słowackich księży, którzy porzucili ojczyznę z powodu prześladowań religijnych ze strony komunistów i położyli podwaliny pod Kościół katolicki obrządku bizantyjsko-słowackiego w Kanadzie. 
Wraz z o. Ludovitem Minyą CSsR założył parafie w Toronto, Hamilton, Oshawie i Welland. W 1957 r. ks. Rusnak został mianowany dziekanem słowackich parafii obrządku bizantyjskiego w ukraińskiej eparchii greckokatolickiej w Toronto. 7 października 1964 r. papież Paweł VI mianował o. Michaela Rusnaka CSsR biskupem tytularnym Tzernicus i biskupem pomocniczym eparchii ukraińskiej w Toronto oraz wizytatorem apostolskim dla Słowaków obrządku bizantyjskiego w Kanadzie. 2 stycznia 1965 r. w katedrze św. Michała w Toronto konsekracji dokonał biskup Isidore Borecky, któremu asystowali arcybiskupi Nicholas Thomas Elko i Joakim Segedi.
Wraz z ustanowieniem przez papieża Jana Pawła II pierwszej słowackiej eparchii katolickiej obrządku bizantyjskiego w Ameryce Północnej, eparchii Świętych Cyryla i Metodego w Toronto, bp Rusnak został intronizowany jako jej pierwszy eparcha 28 lutego 1981 r.
Podczas wizyty papieża Jana Pawła II w Kanadzie biskup Rusnak gościł Ojca Świętego w słowackiej katedrze Przemienienia Pańskiego w Markham, kiedy to został poświęcony jej kamień węgielny i tablice pamiątkowe.
Jako członek Kanadyjskiej Konferencji Biskupów Katolickich (CCCB), biskup Rusnak pracował w Komisjach ds. Dyscypliny Międzyrytualnej oraz ds. Edukacji Chrześcijańskiej. W Watykanie był członkiem Kongregacji ds. Kościołów Wschodnich od 1968 do 1975 r. i członkiem Papieskiej Komisji ds. Reformy Kodeksu Kanonów Kościołów Wschodnich od 1973 do 1977 r.
W 1990 r. po raz pierwszy odwiedził Słowację po 40 latach na emigracji. 
W 1996 r., w wieku 75 lat, złożył rezygnację i przebywał na emeryturze w Ukraińskim Centrum Opieki w Toronto. Uczestniczył w ingresie swojego następcy, biskupa Johna Pazaka CSsR oraz w Światowych Dniach Młodzieży wraz z młodzieżą z Kanady i Słowacji.
Biskup Michael Rusnak zmarł 16 stycznia 2003 r. w wieku 81 lat w Toronto. Został pochowany na cmentarzu Holy Cross Catholic Cemetery w Thornhill, Regional Municipality of York (Ontario).